# Fassrolle

Fassrolle

Eine Fassrolle (engl. barrel roll) ist eine Flugfigur, bei der das Flugzeug eine Schraubenlinie in horizontaler Richtung fliegt, etwa so, wie wenn es auf der Innenseite eines liegenden imaginären Zylinders oder Fasses rollen würde. Fliegerisch ist die Fassrolle eine Kombination aus einer gesteuerten Rolle und einem gleichzeitigen Looping. Die Fassrolle ist nicht im Aresti-Katalog enthalten und somit auch keine Wettbewerbsfigur.
Während der Fassrolle bleiben die Beschleunigungskräfte immer positiv. Ein berühmter Trick besteht darin, während einer perfekt geflogenen Fassrolle eine Tasse Kaffee einzuschenken. Im Luftkampf hat dieses Manöver eine besondere Bedeutung. Wenn man sich einem Gegner auf gleicher oder größerer Höhe nähert, kann man sich mit Hilfe einer halben Fassrolle über dessen Flugzeug positionieren, ohne dieses dabei aus den Augen zu verlieren. Aus der nun folgenden Rückenfluglage heraus kann man dann in jede beliebige Richtung einschwenken, um sich hinter den Gegner zu setzen.